# Baby Boy
«Baby Boy» — сингл американской певицы Бейонсе, записанный при участии ямайского регги-рэпера Шона Пола. Входит в дебютный студийный альбом Dangerously in Love, выпущенный в США 7 октября 2003 года.
Сингл добился коммерческого успеха и держался на верхушке чарта Billboard Hot 100 9 недель подряд. Он был сертифицирован платиновым в США. Сингл также достиг топ-10 во многих странах и стал платиновым в Австралии. Сингл остается «гвоздём программы» концертного сет-листа Ноулз и по сей день.
В 2005 году автор песен, Дженнифер Армур завела дело из-за нарушения авторского права заявив, что Ноулз использовала первоначальный музыкальный хук с её песни «Got a Little Bit of Love for You». Спор разрешился в пользу Ноулз.

## Предпосылка и написание
В 2002 году Ноулз отправилась в Майами для работы с канадским продюсером Скоттом Сторчем над её дебютным сольным альбомом Dangerously in Love. Они написали песню «Baby Boy» в сотрудничестве с американским автором песен, Робертом Уоллером и парнем Ноулз ― рэпером Jay-Z. В песне также содержится лирическая интерполяция песни «No Fear» хип-хоп группы O.G.C..
Когда трек был готов, Бейонсе захотела увидеть на вокале ямайского рэпера Шона Пола. Она связалась с ним, предложив сотрудничество. Шон Пол согласился записать вокал. Они закончили запись «Baby Boy» в марте 2003.

## Композиция и тема
«Baby Boy» — это R&B-композиция в среднем темпе, исполненная с умеренным грувом. Она написана в тональности до-минор и в темпе 92 удара в минуту.

## Релиз и отзывы

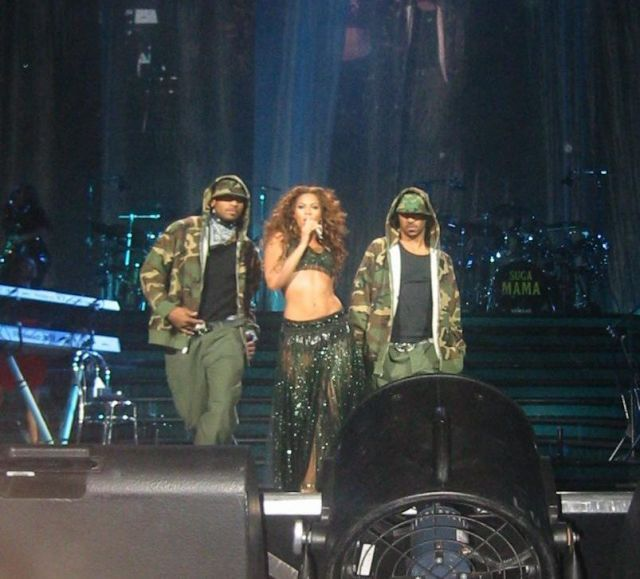
Ноулз поет «Baby Boy», прикрытая с фланга двумя танцорами

«Baby Boy» был выпущен вторым синглом с альбома Dangerously in Love. Он был выпущен на CD в Канаде 4 мая 2003, в Австралии 9 сентября, и в США 14 октября 2003 как 12" сингл. Трек появился в переделанной версии Шона Пола на втором альбоме 2003 года Dutty Rock.
«Baby Boy» был хорошо принят критиками. Энтони Декёртис из журнала Rolling Stone написал, что Ноулз звучит, как будто она «веселится» в песне, в то время как Стивен Томас Эрлевайн из Allmusic, онлайн музыкальной базы данных, описал вокал Ноулз как «уверенный и сексуальный». Марк Энтони Нил из международного интернет-журнал PopMatters, посчитал песню одним из «высокопрофильных сотрудничеств» с Dangerously in Love. Лайза Веррико из ежедневной американской газеты The Times описала пеню как "союз с оттенком латинской музыки… с щелчками, похожими на кастаньеты. Она заключила: «Пол читает рэп в середине, но когда он говорит во время середины рэпа Бейонсе, у этой пары происходит настоящая химия». Янси Стриклер из журнала Flak написал, что «Зацикленность „Baby Boy“ на Дивали улучшается монотонностью дэнсхолла Шона Пола». Нил Драмминг из Entertainment Weekly сказал, что ""Baby Boy движется с болливудским размахом, когда Шон Пол использует рагу, ударяя импульсно по табле.
Джеймс Энтони из британской газеты The Guardian сказал, что трек «закрывает брешь между жанрами R&B и дэнсхоллом». Британский записывающий лейбл EMI был удостоен премии (ASCAP) во время 2005 Pop Music Awards как «Издатель Года» за публикацию «Baby Boy», среди прочих песен. Скотт Сторч заработал «Писатель Года» на том же мероприятии.

## Появление в чарте
«Baby Boy» получил позиции в коммерческих чартах до его физического релиза в США. Трек достиг высоких строчек в чарте Billboard 200 для Dangerously in Love, и помог альбому заработать мультиплатиновые сертификации в США. Сингл дебютировал в Billboard Hot 100, в американском официальном чарте синглов, 57 строкой, в то время как «Crazy in Love» всё ещё занимал верхушку. «Baby Boy» имел высокую ротацию на радио в США, держась на верхушке чарта Hot 100. Он держался на верхушке чарта 8 недель подряд после своего дебюта, и оставался там 9 недель подряд. Сингл оставался на верхушке чарт на одну неделю дольше, чем «Crazy in Love», став для Ноулз самым долгоиграющим синглом. Подвиг был побит после сингла Ноулз 2006 года «Irreplaceable», с её второго альбома B'Day, простоявшего 10 недель подряд на верхушке чарта с конца 2006 по начало 2007 благодаря большим ротациям на радио. Сингл оставался в Hot 100 29 недель, и был сертифицирован платиновым 6 июня 2006 по данным Recording Industry Association of America. «Baby Boy» добился успеха в Billboard разножанровых и доминирующих радиочартах, появившись в Top 40 Tracks, Rhythmic Top 40 и Top 40 Mainstream, а также в Hot 100 Airplay, Dance Radio Airplay и Hot Dance Music/Club Play.
Интернационально «Baby Boy» предстал также хорошо, достигнув пика в топ-10 во многих чартах. Сингл дебютировал второй строкой в Великобритании, став самым высоким в чарте и самым высоким входом в международном плане. Хотя он провёл 11 недель в чарте, он так и не достиг первой строки (из-за удержания «Where Is the Love?» группы The Black Eyed Peas). Во многих европейских странах сингл вошёл в топ-10. В Австралии и Новой Зеландии «Baby Boy» достиг пика на третьей и второй строке соответственно. Он был сертифицирован платиновым по данным Australian Recording Industry Association с продажами выше 70,000 единиц.

## Клип
Клип для «Baby Boy» был снят британским режиссёром Джейком Нава, который также снял клип Бейонсе «Crazy in Love». Он был записан в Майами 7-8 августа 2003. Отдельные кадры видео были взяты из дома с различными стилями комнат: одна в японском стиле, а другая — в староанглийском.
Сцены с Ноулз и Шоном Полом показываются отдельно. Клип начинается стого, что Шон Пол сидит на троне и поет вступительный куплет; Ноулз танцует, прислонившись к стене. В следующей сцене Ноулз показана ворочающаяся в кровати. Шон Пол показан с несколькими женщинами, которые лежат на полу и ласкающими себя. Ноулз идет к пляжу; она замечает мужчину, и они начинают прикасаться и флиртовать. Далее на вечеринке танцует Ноулз. Вода заполняет пол, когда она поет «the dance floor becomes the sea» (рус. танцпол становится морем). В оригинальном треке в конце вставлены арабские инструменты, подчеркивающие тему клипа. В этом месте Ноулз энергично танцует на песке.
Сэл Кинкмэни из онлайн журнала Slant Magazine, описал видео как «продолжение сексуального видео „Crazy in Love“, намазанное детским маслом». «Baby Boy» вышел в свет на программе MTV Total Request Live 25 августа 2003 10 строкой и достиг верхушки чарта. Он оставался в шоу 41 день, столько же сколько и «Me, Myself and I».

## Выступления вживую
Ноулз исполнила «Baby Boy» во время 2003 MTV Video Music Awards. Она пела песню попурри с ранее записанным вокалом Шона Пола, а также исполнила «Crazy in Love» с Jay-Z. Позже она выступила «Baby Boy» на 2003 MTV Europe Music Awards вместе с Шоном Полом. Её выступление было разорвано в пух и прах Джессикой Ходжес из PopMatters, назвав его «разочарованием», хотя ей аплодировали на 2003 MTV VMA.

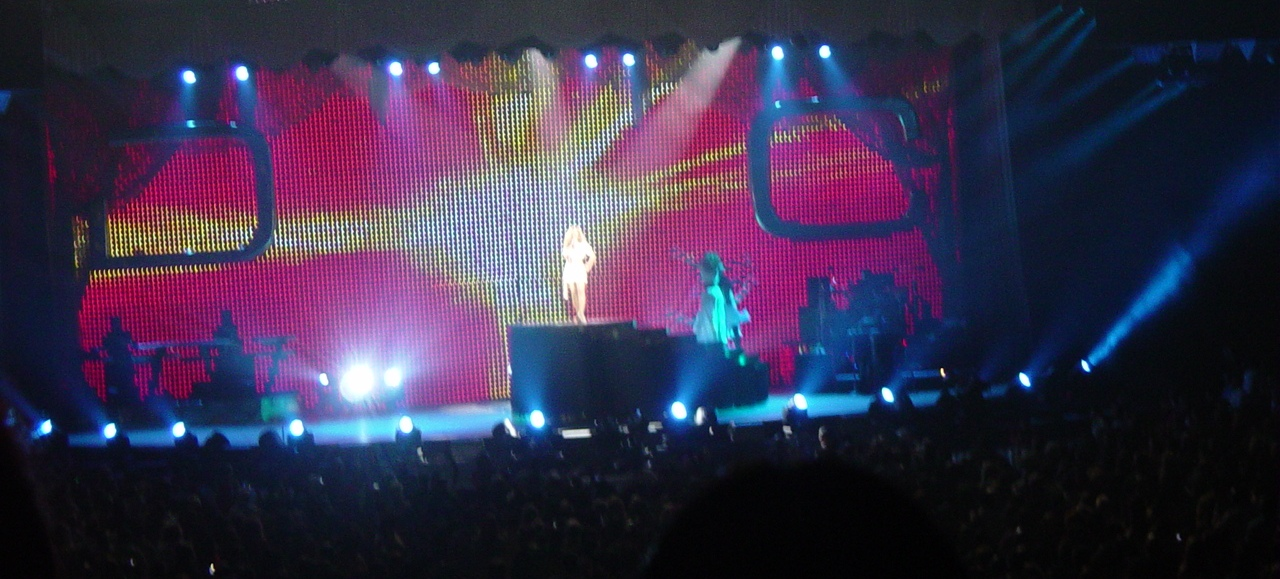
Ноулз исполняет «Baby Boy» во время прощального концертного тура Destiny's Child в 2005 Destiny Fulfilled ... And Lovin' It

«Baby Boy» был включен в сет-лист во многих концертных турах Ноулз. Песня была поставлена на открытие тура Dangerously in Love World Tour, который начался в конце 2003. Во время тура она появилась подвешенной с потолка арены и опустилась на красную козетку — опора, которую она также использовала на 2003 MTV VMA. Съемки с Лондона на Wembley Arena в Великобритании включены в концертный DVD Live at Wembley, который был выпущен 27 апреля 2004. Ноулз исполнила песню в середине сет-листа её бывшей группы Destiny's Child прощального тура Destiny Fulfilled ... And Lovin' It, а позже появилась на концертном DVD Destiny's Child: Live in Atlanta. Во время 2007 мирового тура The Beyoncé Experience Ноулз снова исполнила «Baby Boy» в версии, которая включала регги-песню «Murder She Wrote». Съемки прошли в Staples Center в Лос-Анджелесе 2 сентября 2007, которые появились на DVD The Beyoncé Experience Live!. Она появилась на сцене подвешенная в воздухе во время I Am... Tour, а потом опустилась на сцену в форме буквы В, где она закончила номер «Baby Boy» с выборкой из «You Don't Love Me (No, No, No)» Доун Пэнн.
В 2005 ASCAP Pop Music Awards, «Baby Boy», вместе с песнями Ноулз «Me, Myself and I» и «Naughty Girl», были удостоены как самые совершенные песни года.

## Судебный процесс из-за нарушения авторского права
В 2005 американская поэтесса-песенница Дженнифер Армур завела иск о нарушении авторского права, заявив, что Ноулз использовала несколько слов и хук с её песни «Got a Little Bit of Love for You». В 2003 бывший менеджер лейбла Армур предложил демо записи лейблам звукозаписи включая Columbia Records Ноулз и Atlantic Records Шона Пола. Согласно окружному суду, эксперт в суде определил, что у песен есть «существенное сходство» (требование об обнаружении нарушения). Что касается музыкального хука, эксперт заявил в своем рапорте: «Когда две песни Архивная копия от 22 января 2009 на Wayback Machine были представлены на слух для сравнения в тональности до минор (для простого сравнения) и прослушивая их одновременно, на коротком отрезке, невооруженным взглядом становится ясно, что эти две песни поразительно похожи; я осмелюсь сказать, что многие слушатели даже могут воспринять их как одну и ту же песню! С другой стороны, преобразование песни с этой целью не изменяет любые фундаментадльные качества или характеристики песни, просто помогает тем, кто плохо разбирается в музыке, сделать сравнения». Окружной суд, тем не менее, постановил, что она могла не слышать схожести между двумя песнями и отклонил иск, отказав в запросе песен или заведения дела с целью услышать песню присяжным.
При рассмотрении апелляционной жалобы Апелляционный суд пятого округа США подтвердил решение районного суда, но постановил по другой причине. Полагалось, что не было нарушения прав, основанных на заявление Ноулз, что демо-кассета Армур была получена сразу после того как Ноулз практически полностью закончила песню. Однако, суд не делал запрос на установление сходств у песен.

## Список композиций
| UK CD 1. «Baby Boy» — 4:04 2. «Baby Boy» (Junior Vasquez Club Anthem Remix) — 8:50 3. «Krazy In Luv» (Adam 12 So Crazy Remix) — 4:30 Европейский Макси-CD 1. «Baby Boy» (Альбомная Версия) — 4:04 2. «Baby Boy» (Maurice’s Nu Soul Mix) — 6:14 3. «Baby Boy» (Junior’s Papadella) — 3:58 4. «Krazy In Luv» (Adam 12 So Crazy Remix) — 4:30 | 12" 1. «Baby Boy» (Альбомная Версия) — 4:04 2. «Baby Boy» (Junior Vasquez Club Anthem Remix) — 8:50 3. «Baby Boy» (Maurice’s Nu Soul Mix) — 6:14 4. «Baby Boy» (Maurice’s Nu Dub Baby!) — 6:30 Германский Pock-It CD (3inch) 1. «Baby Boy» (Альбомная Версия) — 4:04 2. «Baby Boy» (Junior’s Papadelle) — 3:58 |

## Чарты и сертификаты
| Чарт (2003-04)                   | Место |
| -------------------------------- | ----- |
| Australian ARIA Singles Chart    | 3     |
| Austrian Singles Chart           | 18    |
| Belgian Singles Chart (Flanders) | 11    |
| Belgian Singles Chart (Wallonia) | 7     |
| Danish Singles Chart             | 6     |
| Dutch Top 40                     | 8     |
| European Hot 100 Singles         | 3     |
| French Singles Chart             | 8     |
| France Radio Chart (SNEP)        | 1     |
| German Singles Chart             | 4     |
| Венгрия (Dance Top 40)           | 3     |
| Irish Singles Chart              | 6     |
| Italian Singles Chart            | 12    |
| New Zealand Singles Chart        | 2     |
| Norwegian Singles Chart          | 10    |
| Swedish Singles Chart            | 5     |
| Swiss Singles Chart              | 5     |
| UK Singles Chart                 | 2     |
| US Billboard Hot 100             | 1     |
| US Hot R&B/Hip-Hop Songs         | 1     |
| US Hot Dance Club Play           | 2     |
| US Pop Songs                     | 1     |
| US Rhythmic Top 40 (Billboard)   | 1     |

| Чарт (2003)                      | Место |
| -------------------------------- | ----- |
| Australian Singles Chart         | 32    |
| Australian Urban Singles Chart   | 16    |
| Belgian Singles Chart (Flanders) | 77    |
| Belgian Singles Chart (Wallonia) | 83    |
| Dutch Top 40                     | 74    |
| Italian Singles Chart            | 42    |
| Swiss Singles Chart              | 29    |
| US Billboard Hot 100             | 12    |
| US Hot R&B/Hip Hop Songs         | 16    |
| US Pop Songs                     | 14    |
| US Rhythmic Songs                | 13    |

| Чарт (2004)                    | Место |
| ------------------------------ | ----- |
| Australian Urban Singles Chart | 35    |
| US Billboard Hot 100           | 69    |

| Чарт (2000-09)       | Место |
| -------------------- | ----- |
| US Billboard Hot 100 | 38    |

| Регион (провайдер)     | Сертификаты (порог продаж) |
| ---------------------- | -------------------------- |
| Австралия (ARIA)       | Платина                    |
| Новая Зеландия (RIANZ) | Платина                    |
| США (RIAA)             | Платина                    |